# Cyberport
Cyberport (數碼港) est un parc de bureaux et un incubateur d'entreprises de Hong Kong composé de quatre immeubles de bureaux, d'un hôtel et d'un complexe de divertissement. Il se décrit comme une communauté de technologie numérique avec plus de 1 650 entreprises numériques et technologiques, dont des entreprises importantes comme Microsoft, Lenovo, ou ZhongAn (en), et des entreprises locales telles que Gogovan (en), Klook, SleekFlow, GRWTH et Bowtie. Cyberport est administré par la Hong Kong Cyberport Management Company Limited qui est entièrement détenue par le gouvernement de Hong Kong.
En opération depuis 2004, Cyberport a pour but de stimuler le développement de l'innovation et de la technologie et se concentre sur le développement de six clusters de technologies numériques clés, à savoir la fintech, la domotique, le divertissement numérique et l'esport, l'IA et le big data, la blockchain, et la cybersécurité. Cyberport décrit son rôle comme étant d'encourager les jeunes, les start-ups et les entrepreneurs à se développer dans l'industrie numérique en les connectant à des partenaires et investisseurs stratégiques, en favorisant la collaboration avec des partenaires commerciaux locaux et internationaux et en accélérant l'adoption du numérique parmi les entreprises et les PME.
En septembre 2019, le programme d'incubation de Cyberport avait incubé et financé plus de 600 start-ups technologiques depuis sa création en 2005. Le nombre de candidatures au programme est passé de moins de 100 par an avant 2011 à plus de 600 par an ces dernières années. Le développement de Cyberport comprend actuellement quatre phases, offrant un total de 119 000 m2 de bureaux dont le taux d'occupation atteint 97% au 4ème trimestre 2018.
Le projet Cyberport a alimenté la controverse depuis sa création en raison du contournement par le gouvernement du processus d'appel d'offres ouvert en attribuant le projet au promoteur immobilier Richard Li, et aussi en raison de sa dépendance à l'égard des revenus « résidentiels auxiliaires ».

## Historique du projet

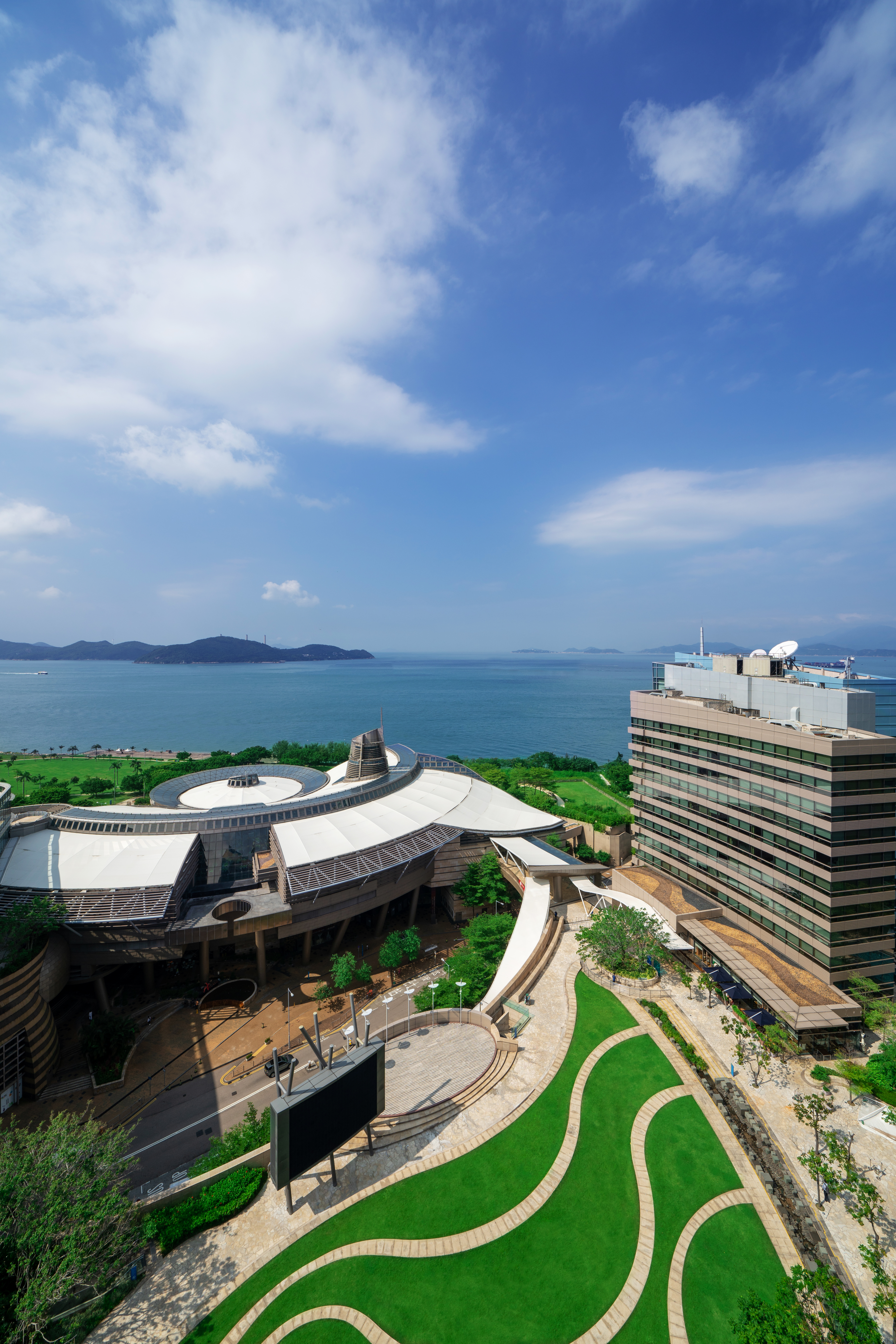
Vue de Cyberport.

En mars 1999, le gouvernement de Hong Kong annonce son intention de développer un « Cyberport », pour aider les entreprises locales à capitaliser sur la croissance rapide d'Internet. Le gouvernement considère cela comme un développement où la technologie de l'information et le multimédia seraient encouragés afin que les demandes futures de ces industries puissent être satisfaites. Selon le communiqué du Bureau du commerce et du développement économique, seul un tiers du site serait résidentiel, dont la vente permettrait de financer le développement du Cyberport. Le projet est présenté comme le foyer d'un incubateur pour les startups numériques, fournissant des bureaux, une aide financière, une formation, un micro-fonds et un accès au réseau à la communauté des investisseurs.
Le gouvernement de Hong Kong signe un accord de partenariat avec Pacific Century Group (en) (PCG) pour développer un site de 26 hectares avec vue sur la mer à Telegraph Bay (en) à Pok Fu Lam (zh) sur l'île de Hong Kong, pour un coût total de 13 milliards HK$. Il est annoncé dans le cadre du budget 1999 par le secrétaire financier de l'époque Donald Tsang. Il est également espéreé que cette évolution aiderait l'économie de la ville à rebondir après la crise économique asiatique de 1997, et créerait un « groupe stratégique de sociétés de technologie et de services de l'information situées dans un cadre de classe mondiale ». Le « nœud de télécommunication stratégique » devait être formé en raison de sa proximité avec le projet de « Teleport » à Chung Hom Kok (en). Les avantages vantés comprennent « une gamme d'installations partagées pour les locataires, y compris un réseau multimédia, des liaisons de télécommunication, un laboratoire multimédia, une cyber bibliothèque et d'autres installations de soutien en matière de technologie de l'information et de services. Il y aura également des installations éducatives, de divertissement et de loisirs liées aux technologies de l'information et aux services pour les visiteurs locaux et les touristes ».
Dans le cadre de l'accord, PCG construira un complexe de bureaux de 92 000 m² avec un centre commercial de 28 000 m² et un hôtel de 173 chambres qui seraient mis à la disposition de la direction. Le titre de ces propriétés sera transféré au gouvernement à un coût nul, tandis que PCG recevra un terrain pour 420 000 m² de logements résidentiels en échange, et récolterait 64,5% des bénéfices de leur vente.
La construction de la partie Cyberport composée de quatre immeubles de bureaux, The Arcade et Le Méridien Cyberport Hotel (en), s'est achevée par étapes entre 2002 et 2004. Les développements résidentiels comptant environ 2 800 appartements ou maisons sont achevés par étapes entre 2004 et 2008.
Cyberport abrite actuellement la plus grande communauté fintech de Hong Kong avec plus de 350 entreprises de ce secteur. Bowtie, membre de la communauté Cyberport, est autorisé par la Hong Kong Insurance Authority à devenir le premier assureur virtuel de Hong Kong dans le cadre du système Fast Track en novembre 2018. ZhongAn et WeLab, qui sont également membres de la communauté Cyberport, sont deux des huit premières institutions et entreprises financières à se voir octroyer une licence bancaire virtuelle.
Pour promouvoir le développement de l'esport à Hong Kong, Cyberport annonce le 16 juillet 2019 l'ouverture du plus grand site d'esport de qualité professionnelle de Hong Kong, situé dans le Cyberport Arcade. Il lance également un programme d'aide à l'industrie des sports électroniques et un programme de stages pour les sports électroniques. Le premier offre des subventions en espèces pour soutenir les activités de l'industrie, tandis que le second fournit une subvention en espèces pour les stages dans l'industrie de l'esport.

## Controverses

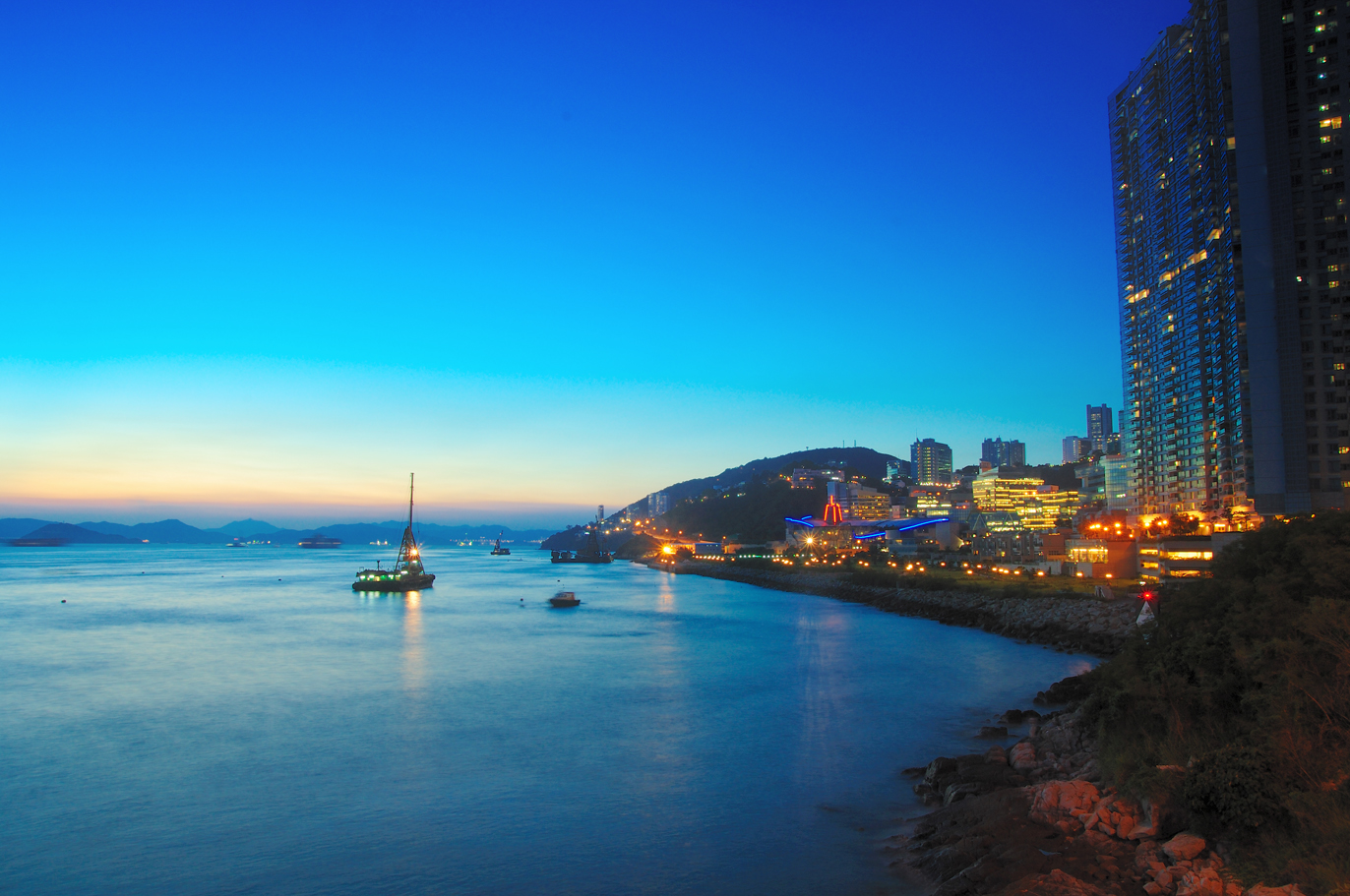
Vue nocturne sur Cyberport.

### Attribution du projet sans appel d' offres ouvert formelle
La décision du gouvernement d'accorder le projet au Pacific Century Group (PCG) contrôlé par Richard Li, fils de l'homme le plus riche de Hong Kong, Li Ka-shing, pour développer le site suscite beaucoup de controverse,. L'attribution du projet à PCG sans appel d'offres ouvert formel attire les critiques pour son manque de transparence. D'autres développeurs intéressés se sont plaints d'être mis à l'écart,. Trois sociétés privées et détenues à 100%, à savoir Hong Kong Cyberport Development Holdings Limited, Hong Kong Cyberport Management Company Limited et Hong Kong Cyberport (Ancillary Development) Limited (collectivement désignées sous le nom de « Cyberport companies ») sont créées sous l'égide du Financial Secretary Incorporated (FSI) pour superviser la mise en œuvre du projet. Le projet est critiqué comme étant une intervention gouvernementale inutile dans le secteur immobilier.

### Projet résidentiel déguisé en parc technologique
Selon les critiques, Cyberport est un projet résidentiel déguisé, car il a sans doute échoué dans sa mission de devenir un centre de haute technologie pour la ville,. Eurasia Review suggère que les terrains du gouvernement ont été vendus au-dessous de leur valeur. La justification globale du projet est remise en question par ses détracteurs, car des détails sont apparus sur la planification et la budgétisation du projet qui indiquent que 75% de la zone développée est résidentielle et que l'espace de bureau pour les entreprises technologiques n'est que d'environ 17 % du total. Les « installations partagées » ne constituent également qu'une partie d'un petit bloc de 18 000 m² qui comprend des maisons et des appartements.

### Faible taux d' occupation des tours de bureaux en location
Le projet avait la réputation d'être une « ville fantôme », car la partie appartenant au gouvernement souffre d'un faible taux d'occupation,. Quinze entreprises ont signé des lettres d'intention avec le développeur du projet, dont Hewlett-Packard, IBM, Microsoft et Yahoo, mais seulement trois ont emménagé à l'ouverture initiale, en raison d'un marasme technologique. Le gouvernement a rejeté les accusations de favoritisme, arguant que la présence de PCG en tant que locomotive du projet sera un atout marketing pour les prestigieuses entreprises technologiques internationales. En outre, l'appel d'offres est contourné en apparence pour raccourcir le délai délicat pour faire valoir les avantages économiques du projet. PCG a par la suite séparé les intérêts de la propriété résidentielle dans une société écran distincte des opérations de télécommunications afin que la société écran reçoive les revenus des ventes de logements résidentiels et s'est également vu accorder un droit de premier refus pour réaménager les sites de 60 centraux téléphoniques existants de l'opérateur télécom PCCW,. En octobre 2004, David Webb (en) cite le manque de transparence dans les relations commerciales du gouvernement et exige que les comptes financiers vérifiés et les rapports des directeurs de trois sociétés liées au projet soient publiés en vertu du Code non statutaire sur l'accès à l'information.

## Logements
Bel-Air est un développement résidentiel de luxe à Cyberport, divisé en 6 phases. Les phases 1 et 2 sont appelées résidence Bel-Air et la phase 3 est appelée Bel-Air on the Peak. Les phases 1 et 2 ont chacune un club-house et 7 blocs d'environ 48 étages. L'étage 40 et au-delà sont des appartements qui ont la superficie de deux appartements combinés en un, créant des espaces de plus de 300 m2. Tous disposent de jardins avec vue sur l'océan. L'énumération du « bloc 4 » et des 4e étages de chaque bloc est évitée par superstition. Cependant, la société de gestion a omis d'omettre « 4 » lors de la dénomination des phases de construction.
Chaque étage de Bel-Air on the Peak comprend 2 ou 3 appartements, 2 unités plus grandes, A et C et une plus petite unité de 2 chambres B. Le club-house est nettement plus récent avec des caractéristiques plus artistiques. Il dispose d'une piscine intérieure, d'un gymnase, d'un restaurant, d'une salle de billard et d'une salle de jeux pour enfants.
Bel-Air dispose de 2 pavillons : le Bay Wing et le Peak Wing. Tous deux disposent d'un spa, de piscines intérieure et extérieure, d'une salle de jeux, d'une salle de sport, d'une salle de jeux pour enfants, d'un restaurant et d'un cinéma privé. Chaque étage de la Résidence Bel-Air comprend 2 appartements avec 3 chambres, 1 cuisine et un balcon. De plus, il y a des maisons unifamiliales à proximité de la résidence.

## Galerie

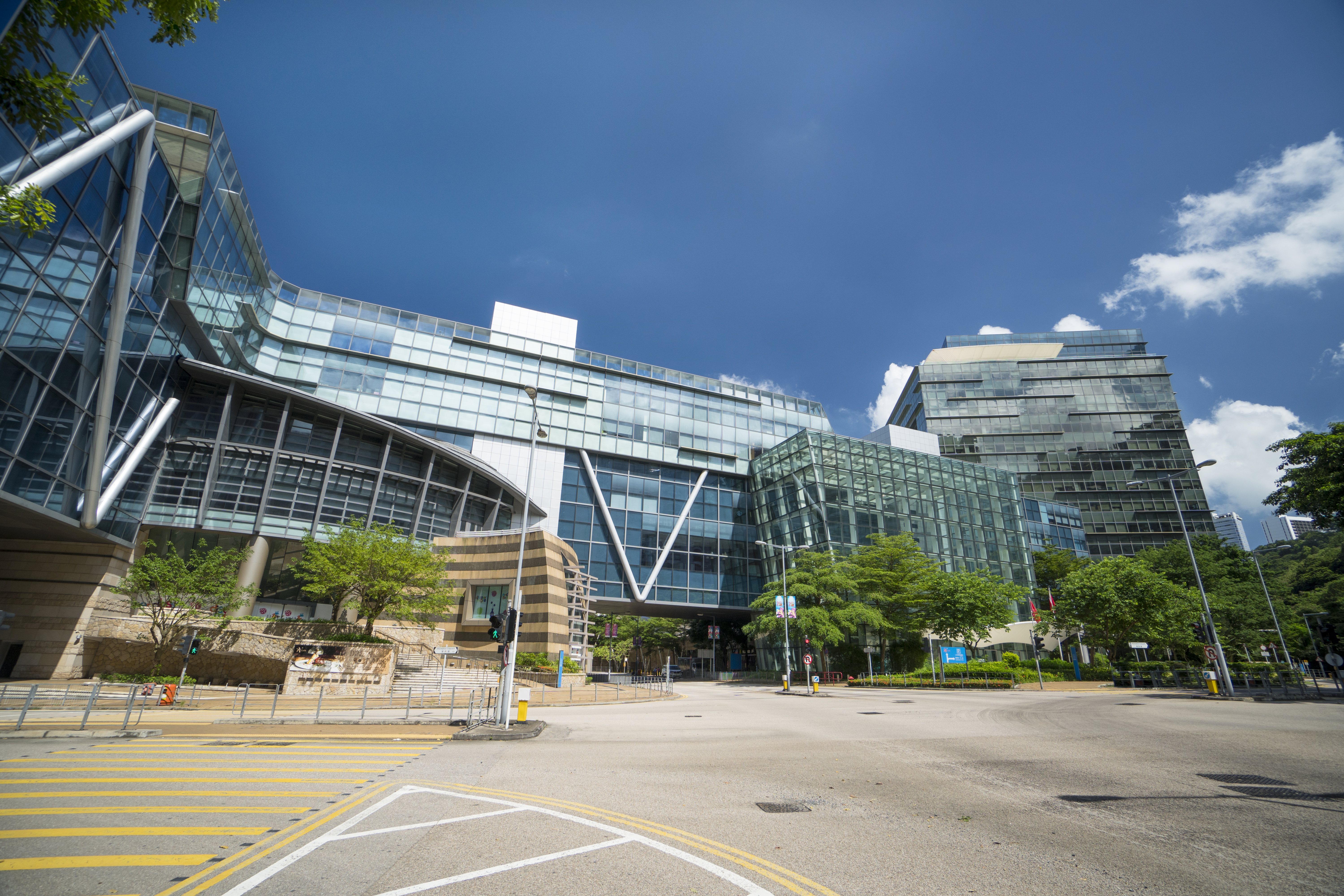
Entrée
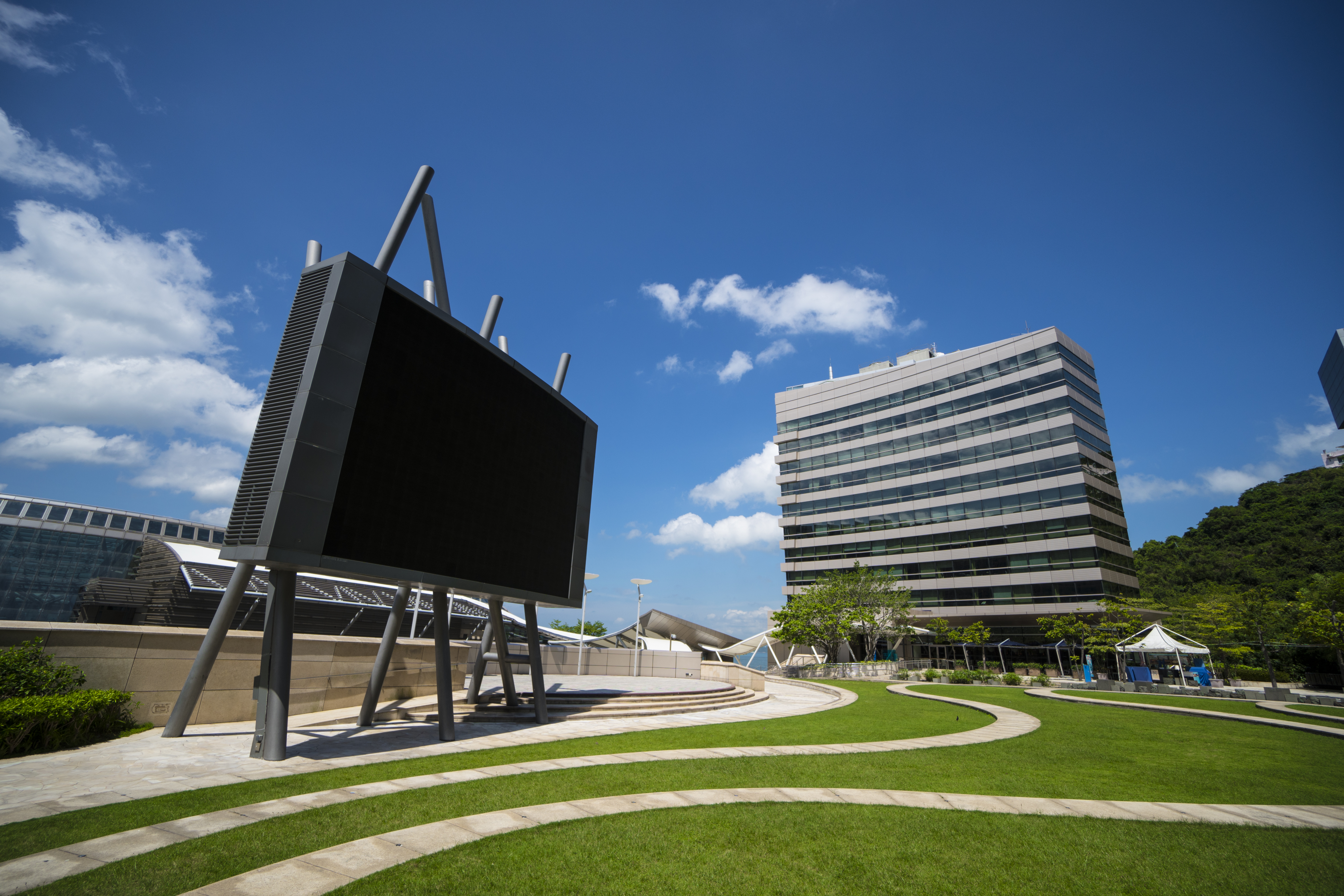
Cyberport 2
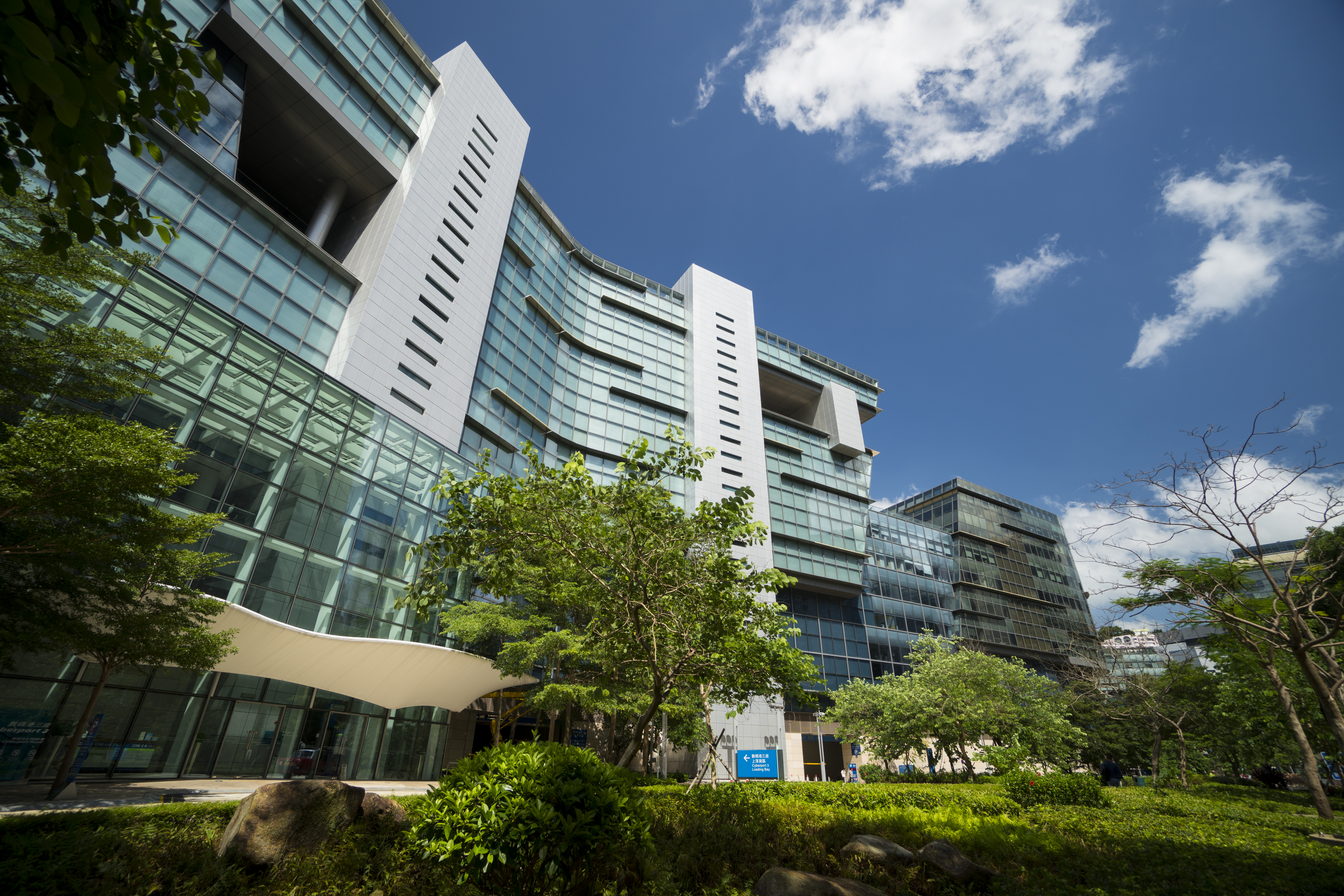
Cyberport 3
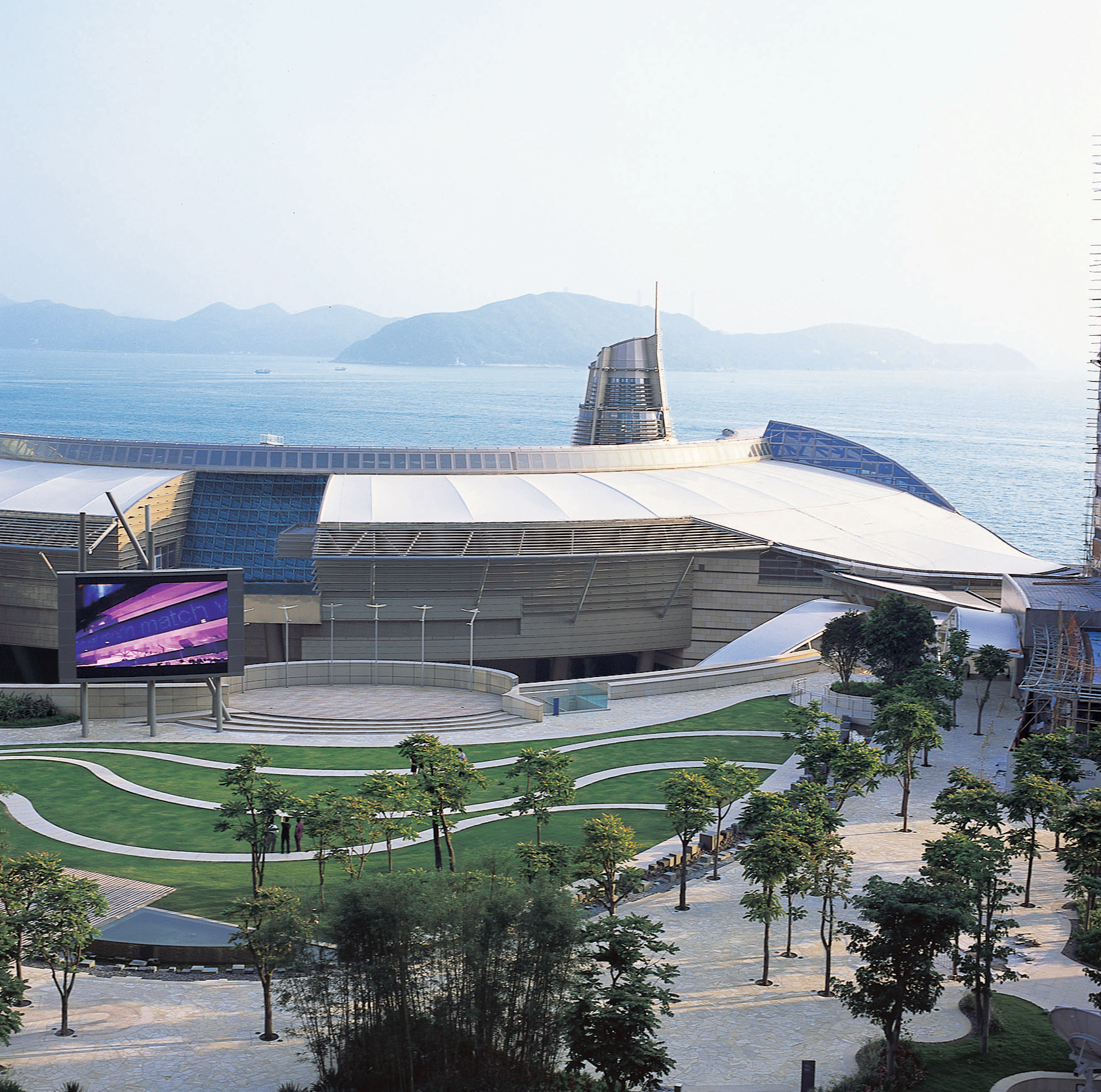
Le Podium et l'Arcade
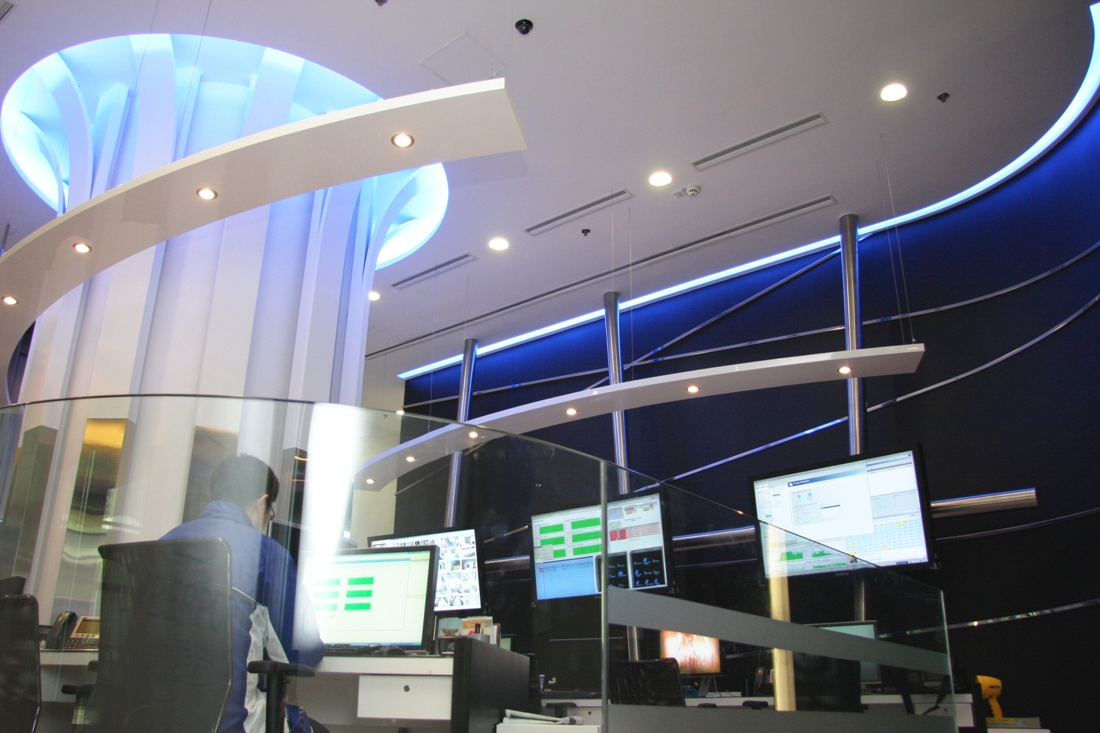
Centre d'opérations réseau
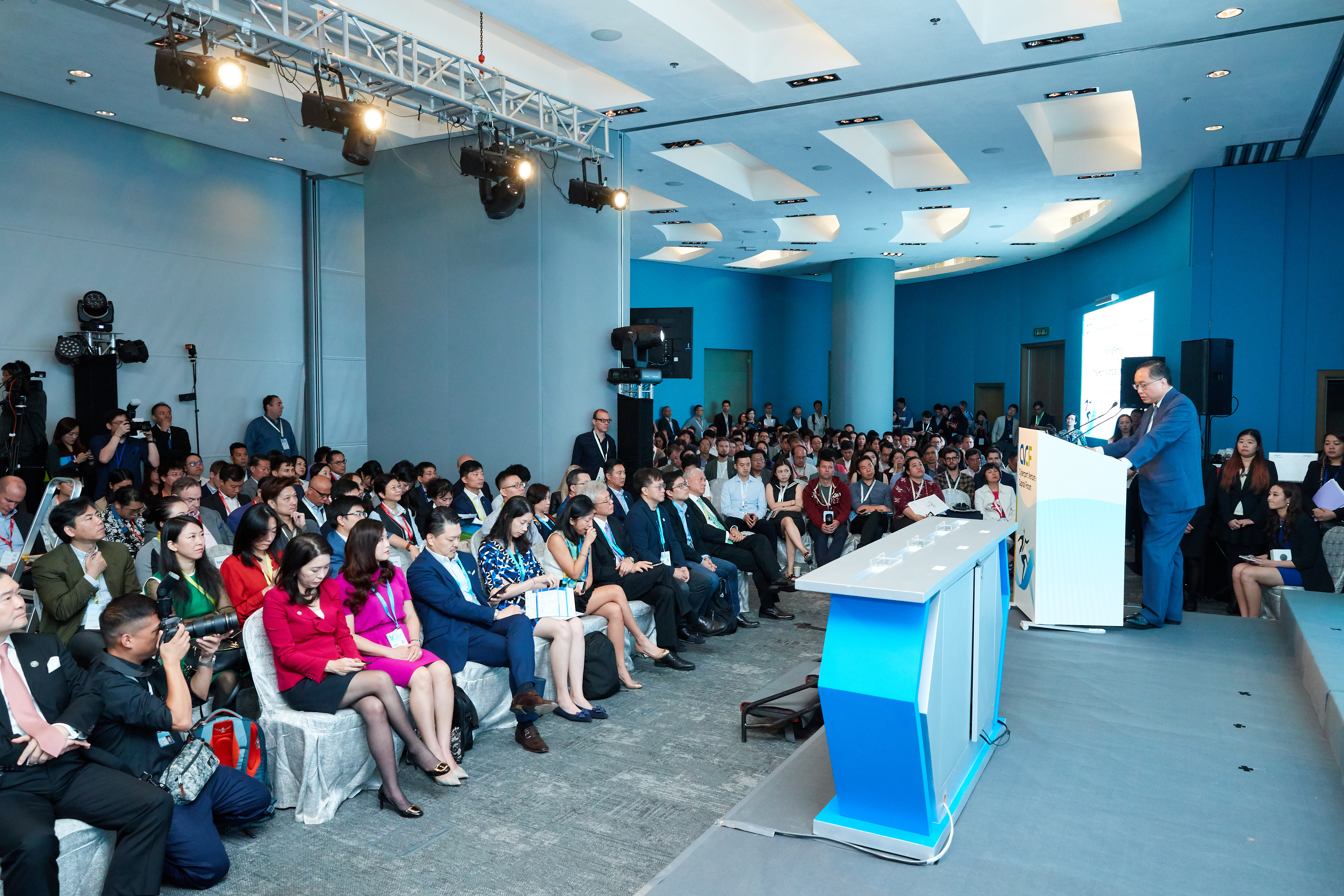
Salle polyvalente
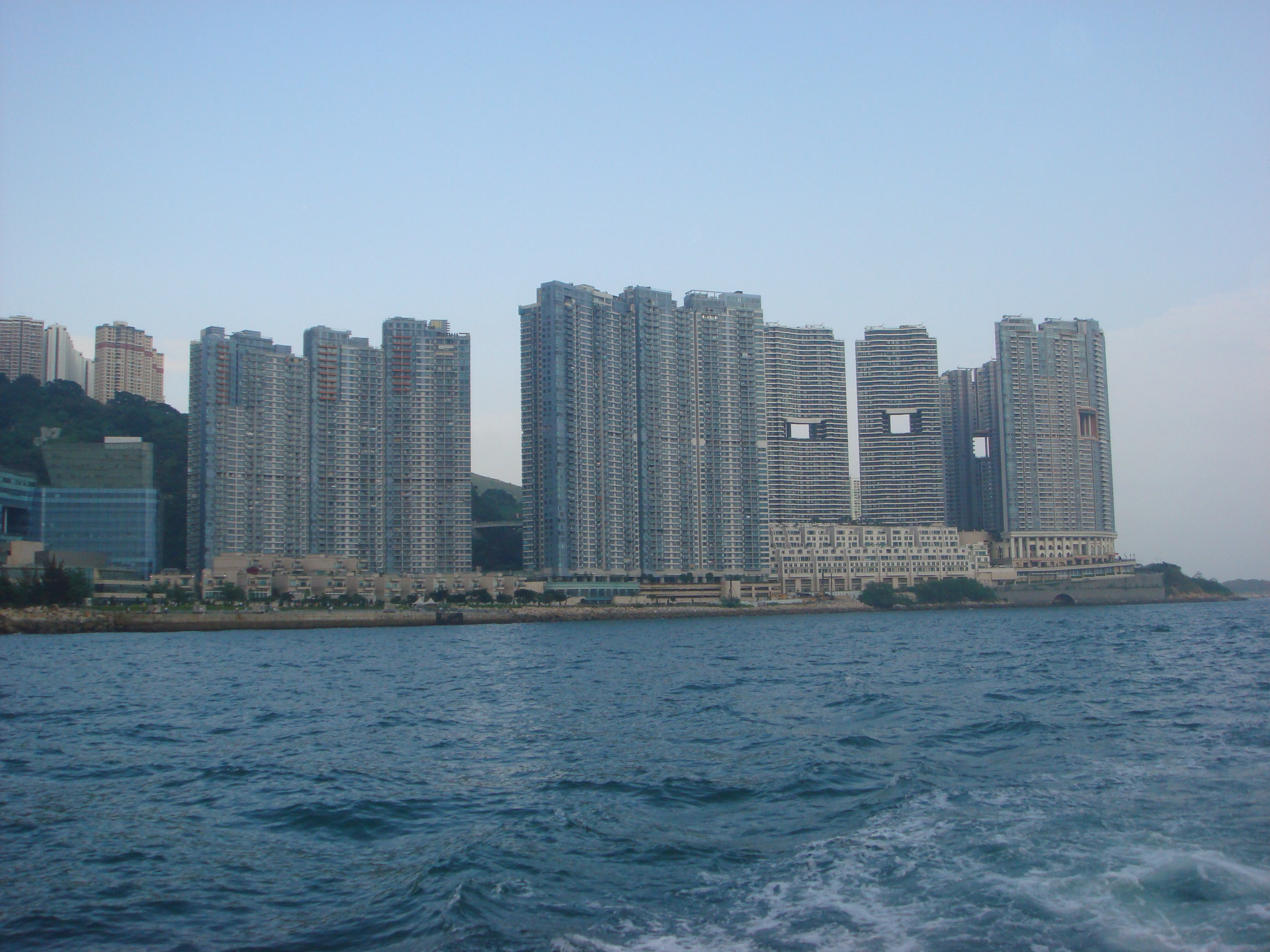
Résidence Bel-Air
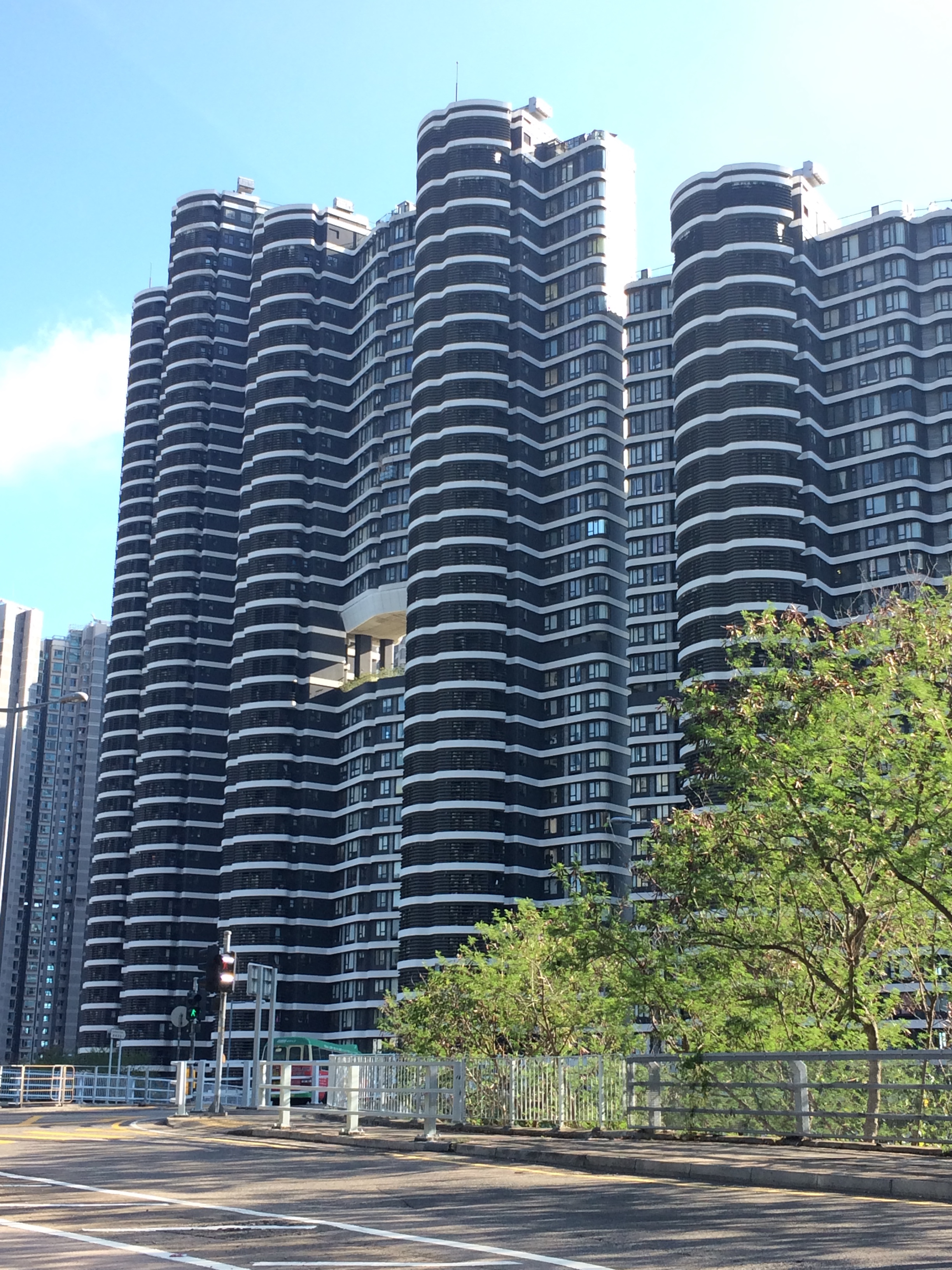
Phase 6 de la résidence Bel-air